# Letnisko

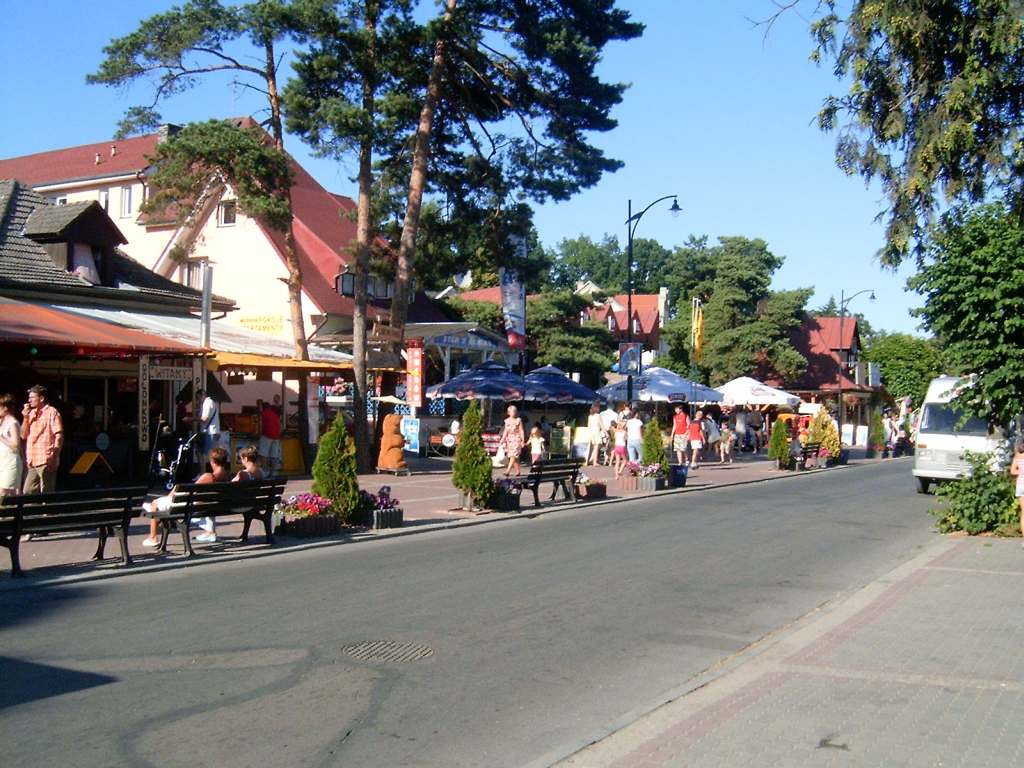
Pobierowo nad Morzem Bałtyckim

Letnisko – miejscowość wypoczynkowa, odznaczająca się atrakcyjnością turystyczną. Przeważnie jest położona w lesie, w górach, nad morzem lub nad jeziorem. Ma korzystne warunki klimatyczne oraz zaplecze pomieszczeniowo-gospodarcze. Jest dogodnie połączona komunikacyjnie z dużymi ośrodkami miejskimi lub przemysłowymi. W pewnych porach roku, cechy te powodują napływ mieszkańców miast do letniska w celach wypoczynkowych.
Większość stałych mieszkańców zajmuje się obsługą sezonowego ruchu turystycznego. Część budynków mieszkalnych (często zdecydowana większość) pełni tylko okresowe funkcje mieszkaniowe. 